# Norrfjärden, Föglö
Norrfjärden är en fjärd strax norr om Överö i Föglö kommun på Åland. Farleden mellan Skiftet och Mariehamn går över Föglöfjärden.